# Roberto Cifuentes
Pour les articles homonymes, voir Cifuentes.
Roberto Cifuentes Parada est un joueur d'échecs chilien puis néerlandais puis espagnol né le 21 décembre 1957 à Santiago, champion du Chili à cinq reprises.
Au 1er avril 2021, il est le 69e joueur espagnol avec un classement Elo de 2 429 points.

## Biographie et carrière
Roberto Cifuentes est ne à Santiago. Il remporta le championnat national du Chili cinq fois de suite de 1982 à 1986. Il représenta le Chili lors de sept olympiades d'échecs de 1978 à 1990, jouant au deuxième échiquier (derrière Ivan Morovic, le meilleur joueur chilien) de 1984 à 1990, marquant 38 points en 66 parties disputées pour le Chili. Il finit deuxième du tournoi de Termas de Río Hondo en Argentine remporté par Mikhaïl Tal en 1987. Son meilleur classement mondial a été 83e joueur mondial au classement de janvier 1988. Il remporta le tournoi de Mar del Plata (open) en 1987 et 1990.
En 1990, Roberto Cifuentes émigra aux Pays-Bas et fut affilié auprès de la fédération néerlandaise de 1992 à 2000. Il finit  deuxième du tournoi de Groningue en 1990 puis troisième du tournoi de Wijk aan Zee (groupe B) en 1993 et 1997. Il travailla comme entraîneur de l'équipe féminine des Pays-Bas. Il obtint le titre de grand maître international en décembre 1991 et son meilleur classement Elo (2 555 points) en juillet 1997 (classé cinquième joueur néerlandais). En 1993, il finit deuxième e æquo du championnat d'échecs des Pays-Bas remporté par Paul van der Sterren. Il finit troisième du mémorial Capablanca disputé à Matanzas en 1985 derrière Tony Miles et Loek van Wely.
En 2000, il s'installa en Espagne et joua au quatrième échiquier de l'équipe espagnole lors de l'Olympiade d'échecs de 2004 (3,5 points marqués en 7 parties (l'équipe d'Espagne finit dixième de la compétition). Il finit premier ex æquo du tournoi d'échecs de Dos Hermanas (groupe B) en 2000 et 2003, premier du tournoi de Séville en 2001, premier du tournoi d'échecs de Pampelune (tournoi open) en décembre 2003.